# Aretiastrum aschersonianum
Aretiastrum aschersonianum là một loài thực vật có hoa trong họ Kim ngân. Loài này được Graebn. mô tả khoa học đầu tiên năm 1906.